# Prosansanosmilus
Prosansanosmilus is een geslacht van uitgestorven katachtige roofdieren uit de familie Barbourofelidae, de onderorde Feliformia, familie Barbourofelidae, dat in Europa leefde tijdens het Mioceen (16.9 tot 16.0 miljoen jaar geleden) en ongeveer 0,9 miljoen jaar heeft bestaan. Het bevat Prosansanosmilus peregrinus, die in het Mioceen uitstierf. Prosansanosmilus peregrinus was een carnivoor of omnivoor.
Prosansanosmilus leefde in het Midden-Mioceen. Fossielen van dit roofdier zijn gevonden in Spanje, Duitsland en Frankrijk en het was een van de kleinere barbourofeliden en ook de sabeltanden waren minder uitgesproken dan bij zijn verwanten.

## Taxonomie
Prosansanosmilus werd benoemd door Heizmann et al. (1980). De typesoort is Prosansanosmilus peregrinus. Het werd toegewezen aan Nimravinae door Heizmann et al. (1980); aan Felidae door Carroll (1988); aan Barbourofelinae door Bryant (1991) en Barbourofelidae door Morlo et al. (2004) en Morlo (2006).
De soort Prosansanosmilus eggeri uit de plaats Sandelzhausen uit het Midden-Eoceen van Duitsland werd beschreven in 2004. Het verschilde van andere Europese barbourofeliden doordat het kleiner was en een meer plesiomorfe ('voorouderlijke') morfologie had, met minder ontwikkelde sabeltandaanpassingen. De soort is echter stratigrafisch jonger dan Prosansanosmilus peregrinus en maakte waarschijnlijk deel uit van de Afrikaanse fauna-immigratie naar Europa tijdens het Midden-Eoceen.
Wyss en Flynn classificeerden Prosansanosmilus peregrinus in 1993 in de superorde Carnivoramorpha. Sommige wetenschappers veronderstelden ook dat Prosansanosmilus peregrinus tot de familie Nimravidae behoorde, hetgeen echter onjuist bleek. Linnaeus classificeerde Prosansanosmilus peregrinus in de clade Ferae. Veel wetenschappers zijn het er ook over eens dat Prosansanosmilus peregrinus tot de infraorde Feloidea behoorde. Hierdoor was Prosansanosmilus peregrinus nauw verwant aan de familie Felidae en de familie Nimravidae.

## Verspreiding
Prosansanosmilus peregrinus leefde in MN4 van Frankrijk en Duitsland. Er zijn twee fossielen van Prosansanosmilus peregrinus gevonden in Frankrijk en nog eens twee in Duitsland. Prosansanosmilus peregrinus was een bodembewoner.

## Morfologie
Zoals alle barbourofeliden was Prosansanosmilus erg gespierd, had korte benen en liep waarschijnlijk plantigrade (platvoets). Er zijn slechts twee soorten Prosansanosmilus, die leefden tijdens het Laat-Mioceen in Spanje, Frankrijk en Duitsland.

## Tijdsbestek
Prosansanosmilus peregrinus wordt verondersteld te hebben geleefd tussen 16,9 en 16 miljoen jaar leden. Nieuw bewijs toont aan dat Prosansanosmilus peregrinus 20 tot 16 miljoen jaar geleden leefde. Duitse wetenschappers hebben een 20 miljoen jaar oud fossiel van Prosansanosmilus peregrinus opgegraven. Andere wetenschappers denken dat Prosansanosmilus peregrinus tussen 16,9 en 15,7 miljoen jaar geleden leefde.